# Lento (Alta Córcega)
Lento (en idioma corso Lentu) es una comuna y población de Francia, en la región de Córcega, departamento de Alta Córcega.
Su población en el censo de 1999 era de 91 habitantes.

## Demografía
| 105 | 156 | 143 | 162 | 76 | 91 |
| Para los censos de 1962 a 1999 la población legal corresponde a la población sin duplicidades (Fuente: INSEE [Consultar]) |     |     |     |    |    |

- Datos: Q677880
- Multimedia: Lento / Q677880

1. ↑  Worldpostalcodes.org, código postal n.º 20252.
2. ↑  INSEE, Datos de población para el año 2012 de Lento (en francés).